# Lijst van nummer 1-hits in de Nederlandse Top 40 in 1993
Deze hits stonden in 1993 op nummer 1 in de Nederlandse Top 40.
| Nummer | Datum        | Artiest                 | Titel                                          |
| ------ | ------------ | ----------------------- | ---------------------------------------------- |
|        | 2 januari    | Geen Top 40 verschenen  | Geen Top 40 verschenen                         |
| 448    | 9 januari    | Whitney Houston         | I Will Always Love You                         |
|        | 16 januari   | Whitney Houston         | I Will Always Love You                         |
|        | 23 januari   | Whitney Houston         | I Will Always Love You                         |
|        | 30 januari   | Whitney Houston         | I Will Always Love You                         |
|        | 6 februari   | Whitney Houston         | I Will Always Love You                         |
|        | 13 februari  | Whitney Houston         | I Will Always Love You                         |
| 449    | 20 februari  | Roots Syndicate         | Mockin' Bird Hill                              |
|        | 27 februari  | Roots Syndicate         | Mockin' Bird Hill                              |
| 450    | 6 maart      | 2 Unlimited             | No Limit                                       |
|        | 13 maart     | 2 Unlimited             | No Limit                                       |
|        | 20 maart     | 2 Unlimited             | No Limit                                       |
|        | 27 maart     | 2 Unlimited             | No Limit                                       |
|        | 3 april      | 2 Unlimited             | No Limit                                       |
| 451    | 10 april     | René Klijn              | Mr. Blue                                       |
|        | 17 april     | René Klijn              | Mr. Blue                                       |
|        | 24 april     | René Klijn              | Mr. Blue                                       |
|        | 1 mei        | René Klijn              | Mr. Blue                                       |
|        | 8 mei        | René Klijn              | Mr. Blue                                       |
| 452    | 15 mei       | Haddaway                | What Is Love                                   |
|        | 22 mei       | Haddaway                | What Is Love                                   |
|        | 29 mei       | Haddaway                | What Is Love                                   |
|        | 5 juni       | Haddaway                | What Is Love                                   |
|        | 12 juni      | Haddaway                | What Is Love                                   |
|        | 19 juni      | Haddaway                | What Is Love                                   |
| 453    | 26 juni      | UB40                    | (I Can't Help) Falling in Love with You        |
|        | 3 juli       | UB40                    | (I Can't Help) Falling in Love with You        |
|        | 10 juli      | UB40                    | (I Can't Help) Falling in Love with You        |
|        | 17 juli      | UB40                    | (I Can't Help) Falling in Love with You        |
|        | 24 juli      | UB40                    | (I Can't Help) Falling in Love with You        |
| 454    | 31 juli      | Culture Beat            | Mr. Vain                                       |
| 455    | 7 augustus   | 4 Non Blondes           | What's Up?                                     |
|        | 14 augustus  | 4 Non Blondes           | What's Up?                                     |
|        | 21 augustus  | 4 Non Blondes           | What's Up?                                     |
|        | 28 augustus  | 4 Non Blondes           | What's Up?                                     |
|        | 4 september  | 4 Non Blondes           | What's Up?                                     |
|        | 11 september | 4 Non Blondes           | What's Up?                                     |
|        | 18 september | 4 Non Blondes           | What's Up?                                     |
|        | 25 september | 4 Non Blondes           | What's Up?                                     |
|        | 2 oktober    | 4 Non Blondes           | What's Up?                                     |
|        | 9 oktober    | 4 Non Blondes           | What's Up?                                     |
| 456    | 16 oktober   | Bitty McLean            | It Keeps Rainin' (Tears From My Eyes)          |
|        | 23 oktober   | Bitty McLean            | It Keeps Rainin' (Tears From My Eyes)          |
| 457    | 30 oktober   | Urban Cookie Collective | The Key the Secret                             |
| 458    | 6 november   | Meat Loaf               | I'd Do Anything for Love (But I Won't Do That) |
|        | 13 november  | Meat Loaf               | I'd Do Anything for Love (But I Won't Do That) |
|        | 20 november  | Meat Loaf               | I'd Do Anything for Love (But I Won't Do That) |
|        | 27 november  | Meat Loaf               | I'd Do Anything for Love (But I Won't Do That) |
|        | 4 december   | Meat Loaf               | I'd Do Anything for Love (But I Won't Do That) |
|        | 11 december  | Meat Loaf               | I'd Do Anything for Love (But I Won't Do That) |
| 459    | 18 december  | André van Duin          | Pizza lied (Effe wachte...)                    |
|        | 25 december  | André van Duin          | Pizza lied (Effe wachte...)                    |